# Casalborgone
Casalborgone – miejscowość i gmina we Włoszech, w regionie Piemont, w prowincji Turyn.
Według danych na rok 2004 gminę zamieszkiwały 1704 osoby, 85,2 os./km².